# Isocefalie

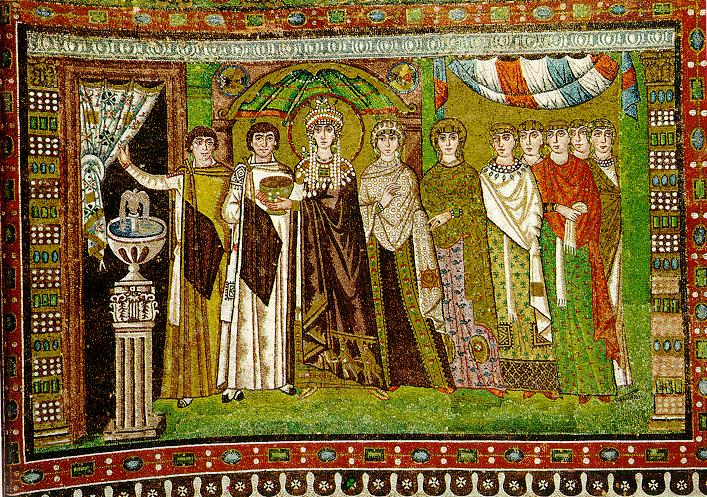
Voorbeeld van isocefalie.

Isocefalie is een compositiewijze uit de vroegchristelijke kunst waarbij de hoofden van de weergegeven personen op een en dezelfde hoogte verschijnen. Dit is in tegenstelling tot de voorafgaande Romeinse kunst, waarbij belangrijke personen juist uitsteken boven de groep. De term isocefalie komt uit het Oudgrieks ἴσος, isos = gelijk en κεφαλή, kephalē = hoofd.